# Trash (film 2014)
Trash è un film del 2014 diretto da Stephen Daldry.
La pellicola, con protagonisti Rooney Mara, Martin Sheen e tre ragazzini delle favelas di Rio de Janeiro, è l'adattamento cinematografico dell'omonimo romanzo scritto nel 2010 da Andy Mulligan.

## Trama
A Rio de Janeiro tre minorenni poveri passano il tempo a rovistare tra la spazzatura di una discarica, finché uno di loro trova fra l'immondizia il portafoglio di un uomo scomparso in circostanze non chiare. Il rinvenimento suscita vivo interesse nelle autorità locali. I ragazzini, che loro malgrado si ritrovano coinvolti in uno sporco intrigo politico-poliziesco, decidono di trasformarsi in un trio di giustizieri.

## Produzione
Il 5 aprile 2011 la Working Title Films e la PeaPie Films acquistano i diritti del romanzo di Andy Mulligan. Successivamente Richard Curtis viene scelto per adattare la storia per il film, diretto da Stephen Daldry. Le riprese del film iniziano nell'agosto 2013 e si svolgono tra Rio de Janeiro, in Brasile, e Vecchia San Juan, a Porto Rico.

## Promozione
Il primo trailer del film viene diffuso il 27 agosto 2014, mentre la versione italiana viene diffusa il 17 settembre.

## Distribuzione
La pellicola è stata distribuita nelle sale cinematografiche brasiliane a partire dal 9 ottobre 2014; mentre in quelle italiane è uscita il 27 novembre dello stesso anno. Il 18 ottobre 2014 viene proiettato in concorso alla 9ª edizione del Festival internazionale del film di Roma dove il 25 ottobre ha vinto il Premio BNL del pubblico al miglior film, grazie al voto del pubblico.

## Riconoscimenti
- 2015 - Premio BAFTA
  - Candidatura per il miglior film straniero
- 2014 - Festival internazionale del film di Roma
  - Premio del pubblico BNL